# Stepno
Stepno [ˈstɛpnɔ] là một ngôi làng thuộc khu hành chính của Gmina Biały Bór, thuộc hạt Szczecinek, West Pomeranian Voivodeship, ở phía tây bắc Ba Lan.
Trước năm 1945, khu vực này là một phần của Đức. Đối với lịch sử của khu vực, xem Lịch sử của Pomerania.
Stepno cũng là một phần của tên địa danh Nga Stepno-Baltay  ở khu vực Irkutsk và Stepno-Durasovo  ở khu vực Samara, cũng như tên địa danh Nga Stepnoy hoặc Stepnoye.
Ở Hoa Kỳ, Stepno bắt đầu xuất hiện như một tên gia đình trong hồ sơ điều tra dân số  vào đầu thế kỷ XX, được sử dụng bởi những người nhập cư sinh ra nơi sinh sống của họ như Nga, Áo, Tiệp Khắc, Ba Lan, Nam Tư và (như "de Stepno" hoặc "di Stepno") Ý.
Trên Internet, tên miền stepno.com đã được đăng ký 06 tháng 3 năm 2000 để làm trang chủ cho một nhà báo, nghiên cứu truyền thông và giáo sư thiết kế web có trụ sở tại Hoa Kỳ với tên đó.